# Cátedra Zaragoza Vivienda
Cátedra Zaragoza Vivienda es una organización sin ánimo de lucro creada en 2011 con un convenio entre el  Ayuntamiento de Zaragoza y la Universidad de Zaragoza para impulsar la investigación sobre vivienda y rehabilitación de barrios.

## Historia
La Cátedra Zaragoza Vivienda se creó el 5 de mayo de 2011 con la firma de un convenio de colaboración entre la Sociedad Municipal Zaragoza Vivienda y la Universidad de Zaragoza. Hasta el año 2015 dos codirectores, Belinda López Mesa y Julio Tejedor Bielsa, y desde 2015, Cátedra Zaragoza Vivienda, está dirigida por Belinda López Mesa.
El carácter interdisciplinar está presente desde su creación en las personas que componen la Comisión Técnica, entre otros, Francisco Pellicer Corellano, Juan Rubio del Val, Julio Tejedor Bielsa y Elvira López Vallés. La ordenación del territorio, el derecho, la arquitectura, geografía, economía, urbanismo, trabajo social, como disciplinas que colaboran en los trabajos necesarios para la regeneración urbana, la rehabilitación de barrios, edificios y viviendas.
Cátedra Zaragoza Vivienda desarrolla actividades para impulsar la rehabilitación e investigación sobre la vivienda, con proyectos de investigación, apoyo a tesis doctorales y otros trabajos académicos, con jornadas de formación específica para los profesionales del ayuntamiento de Zaragoza, jornadas divulgativas, convocatorias de premios y edición de publicaciones, entre otras.

## Objetivos
Los objetivos de Cátedra Zaragoza Vivienda, desde la base de la colaboración interinstitucional entre la Universidad y el ayuntamiento de Zaragoza, son promover intereses comunes en el ámbito de la vivienda, como la regeneración urbana y rehabilitación de edificios residenciales, promover nuevos diseños de vivienda y alojamientos accesibles, el derecho a la vivienda como eje estructural para el bienestar social, la participación ciudadana o la gestión de los espacios públicos y dotaciones de los barrios.